# Mormântul lui M. I. Moldovan
Mormântul lui M. I. Moldovan este un mormânt amplasat în Rîbnița, Republica Moldova. Este un monument istoric de importanță națională inclus în Registrul monumentelor Republicii Moldova ocrotite de stat cu nr. 1978 (raionul Rîbnița). Datează din 1979.